# بيتر مارتن (لاعب كريكت)
بيتر مارتن (15 نوفمبر 1968 في المملكة المتحدة - ) (بالإنجليزية: Peter Martin)‏ هو لاعب كريكت بريطاني. شارك مع منتخب إنجلترا للكريكت. أما مع النوادي، فقد لعب مع نادي مقاطعة لانكشر للكريكت ‏.

## وصلات خارجية
- بيتر مارتن على موقع إي آس بي آن كريك إنفو (الإنجليزية)